# Valentín Antonio de Céspedes
Pour les articles homonymes, voir Céspedes.
Valentín Antonio de Céspedes, né le 14 février 1595 à Valladolid et mort le 27 septembre 1668 à Burgos, est un poète et orateur jésuite espagnol du XVIIe siècle.

## Biographie
Il entre dans la Province de Castille le 26 avril 1610, et fait la profession des quatre vœux le 6 janvier 1628. Il compose de nombreuses odes, poésies et pièces de théâtre, et est réputé comme l'un des plus fins orateurs de son temps. Il meurt au collège de Burgos.

## Œuvres
- Auto Sacramental de los juegos de la Fe y Amor Divino, 1639 ;
- Las Glorias del mejor siglo, 1640 ;
- Obrar es durar, 1640 ;
- Loa al Santísimo Sacramento en el día de San Luis Gonzaga a cuyo honor se representa el acto ;
- Juan de la Encina (pseud.), Trece por docena, c. 1649-1652 (éd. F. Cerdán et J. E. Laplana, Toulouse, PUM, 1998) ;
- Fábula de Mirra y Fábula de Atalanta e Hipomenes, en José Alfay, Poesías varias de grandes ingenios españoles, Zaragoza, 1654 ;
- Sermón en que se contiene la vida prodigiosa, virtudes, y muerte del señor Don Pedro Barrantes, Canónigo de la Santa Iglesia Metropolitana de Burgos, en Noticias fúnebres de las religiosas demonstraciones [...] a la memoria perpetua del Venerable Don Pedro Barrantes Aldana, Canónigo desta S. Iglesia de Burgos, Burgos, 1658.